# The Last in Line
Albums de Dio
Holy Diver
(1983) Sacred Heart
(1985)
The Last in Line est le deuxième album du groupe de heavy metal américain Dio publié en 1984. Cet album est certifié disque de platine par la RIAA depuis février 1987.

## Liste des pistes
| 1. | We Rock                   | Dio                         | 4:33 |
| 2. | The Last in Line          | Dio, Campbell, Bain         | 5:46 |
| 3. | Breathless                | Dio, Campbell               | 4:09 |
| 4. | I Speed at Night          | Dio, Campbell, Bain, Appice | 3:26 |
| 5. | One Night in the City     | Dio, Campbell, Bain, Appice | 5:14 |
| 6. | Evil Eyes                 | Dio                         | 3:38 |
| 7. | Mystery                   | Dio, Bain                   | 3:55 |
| 8. | Eat Your Heart Out        | Dio, Campbell, Bain, Appice | 4:02 |
| 9. | Egypt (The Chains Are On) | Dio, Campbell, Bain, Appice | 7:01 |

## Single
1. 1984 – We Rock
2. 1984 – The Last in Line

## Charts
Album
| Année | Album            | Position      | Position        |
| ----- | ---------------- | ------------- | --------------- |
| Année | Album            | Billboard 200 | UK Album Charts |
| 1984  | The Last in Line | #24           | #4              |

Singles
| Année | Titre     | Position                   |
| ----- | --------- | -------------------------- |
| Année | Titre     | USA Mainstream Rock Tracks |
| 1984  | "Mystery" | #20                        |

## Personnel
- Ronnie James Dio – chants
- Vivian Campbell – guitare
- Jimmy Bain – basse
- Vinny Appice – batterie
- Claude Schnell – claviers
- Enregistré au Caribou Ranch, Colorado, USA
- Produit par Ronnie James Dio
- Ingénieur du son : Angelo Arcuri
- Ingénieur du son assistant : Rich Markowitz
- Mixé sur des monitors Westlake Audio BBSM6
- Masterisé originellement par George Marino à Sterling Sound, New York, USA
- Illustré par Barry Jackson